# Ingolfiella berrisfordi
Ingolfiella berrisfordi is een vlokreeftensoort uit de familie van de Ingolfiellidae. De wetenschappelijke naam van de soort is voor het eerst geldig gepubliceerd in 1974 door Ruffo.